# Die fünf Himmelsrichtungen
Die fünf Himmelsrichtungen ist ein österreichischer Dokumentarfilm des Regisseurs Fridolin Schönwiese. Der Film begleitet zwei mexikanische Gastarbeiter in die Vereinigten Staaten und zeigt ihr Leben als illegale Immigranten, ihre Ängste, Hoffnungen und ihre Einsamkeit.

## Inhalt
Tres Valles und Kansas City – zwei Orte, wie sie unterschiedlicher nicht sein könnten, verbunden durch Menschen wie Maria Esther und Miguel. Beide haben für eine lebenswerte Zukunft ihre Familien und ihre Heimat verlassen und sind von Tres Valles nach Kansas City ausgewandert. Dort führen beide ein Leben am Rande der Gesellschaft, kämpfen gegen Einsamkeit und steigende Arbeitslosigkeit, die sie als illegale Immigranten besonders trifft. Getrieben von ihren Träumen und Sehnsüchten folgen sie der fünften Himmelsrichtung, der Hoffnung auf ein besseres Leben. Die Ortlosigkeit in der Migration, das Dazwischen- und Verlorensein, sind dabei ihre Wegbegleiter.
Der Film erzählt anhand der beiden Protagonisten die Geschichte von den Einwohnern aus dem mexikanischen Dorf Tres Valles, in der Region Veracruz, die hier seit Generationen verwurzelt sind und seit jeher ihre Existenz als Bauern und Handwerker bestreiten. Der Anbau von Zuckerrohr, Ananas und Reis ermöglichte bis vor wenigen Jahren einen bescheidenen Wohlstand.
Wie allerorts vollzog sich auch in Mexiko die Anbindung an die globale Weltwirtschaft, mit der ein Verfall der Rohstoffpreise einherging. Mit den Löhnen der lokalen Zuckerrohrfabrik allein konnten sich die Familien nicht mehr ernähren und wie ein langer Schatten machte sich die Armut über diesem Landstrich breit. Eine Zukunftsperspektive im eigenen Land steht nicht in Aussicht und so bleibt vielen Familien keine andere Wahl als sich voneinander zu trennen und sich legal oder illegal auf Arbeitssuche in den Norden, die USA, zu begeben.
Regisseur Fridolin Schönwiese zeigt in eindrucksvollen und intimen Bildern die berührende Geschichte der beiden und das menschliche Drama des Gastarbeiterlebens am Rande der Gesellschaft. In einem ständigen Kreislauf aus Aufbruch und Rückkehr kämpfen sie gegen die steigende Arbeitslosigkeit im Zuge der Wirtschaftskrise und das Verloren- und Dazwischensein in der Migration.

## Hintergrund
Regisseur Fridolin Schönwiese fand die Idee zu dieser Dokumentation über einen Freund, durch den er das mexikanische Dorf Tres Valles kennenlernte. Die Geschichte dieses Ortes und ihren Bewohnern, die auf besondere Art und Weise mit den USA verbunden sind, beeindruckten ihn.
Die Produktionskosten beliefen sich auf 100000 Euro.

## Kritiken
Auf einer Podiumsdiskussion am 4. November 2010 in Duisburg wertete Ann Katrin Thöle: „Die alte Hoffnung, die Erfahrung des Films könne Trennungen überwinden, integrierend wirken über soziale und gesellschaftliche Grenzen hinweg, erfüllt sich hier nicht. Und Ott spricht sicherlich aus Erfahrung, wenn er sagt: ‚Das ist das Dramatische des Dokumentarfilms, dass man Beziehungsgefüge am Ende (wieder) zerstört.‘“

## Festivals
- Viennale – Vienna International Film Festival, 2009, Österreich
- Diagonale – Festival des österreichischen Films, 2010, Österreich
- Internationales Filmfestival Thessaloniki, 2010, Griechenland
- Internationales Film Festival Innsbruck, 2010, Österreich
- Film Festival Novi Sad, 2010, Serbien
- Kansas City Film Festival, 2010, USA
- Duisburger Filmwoche, 2010, Deutschland
- Morelia International Film Festival, 2010, Mexico
- Icaro Film Festival, 2010, Guatemala
- This Human World, 2010, Österreich
- CineLatino, 2011, Deutschland

## Preise
- Int. Film Festival Innsbruck 2010: Documentary Film Award
- Duisburger Filmwoche 2010: 3sat-Documentary Film Award